# Galbalcyrhynchus
Genre
Le genre Galbalcyrhynchus regroupe deux espèces d'oiseaux nommés jacamars et appartenant à la famille des Galbulidae.

## Étymologie
Galbalcyrhynchus (m.) est un nom de genre créé par Des Murs en 1845, qui peut se traduire par «jacamar à bec de martin-pêcheur» :
- «Galb» diminutif de Galbula = jacamar,
- «alcy»  diminutif de Halcyon = martin-pêcheur,
- «rhynchus» = bec.

## Liste des espèces
D'après la classification de référence (version 2.2, 2009) du Congrès ornithologique international (ordre phylogénique) :
- Galbalcyrhynchus leucotis – Jacamar oreillard
- Galbalcyrhynchus purusianus – Jacamar roux